# Rebecca Manzoni
Rebecca Manzoni (* 18. Dezember 1972 in Villerupt, Lothringen) ist eine französische Journalistin und Filmproduzentin bei France Inter und war Chefredakteurin der Sendung Metropolis auf Arte.

## Arbeit
Nach dem Studium der Geschichte und des Journalismus an der IUT Bordeaux entschließt sich Rebecca Manzoni für die Arbeit beim Rundfunk, die 1997 mit Beiträgen über Comics für den Sender Le Mouv' beginnt. Dann folgt 1999 die Mitwirkung im Sommerprogramm von France Inter zusammen mit Frédéric Bonnaud. Ein Jahr später produziert Rebecca Manzoni ihre erste eigene Sendung. Seit Herbst 2002 ist sie Koproduzentin einer wöchentlichen Sendung zum Kino.
Parallel dazu wirkt sie in Fernsehsendungen von Thierry Ardisson und Anne Sinclair mit. Nach Ende der Zusammenarbeit mit Frédéric Bonnaud startet Rebecca Manzoni Samstag Nachmittag eine neue Sendung für Filmfreunde auf France Inter. 2004 ersetzt sie Pascale Clark, um unter der Woche täglich ein Kulturmagazin, Eclectik zu produzieren. Zwei Jahre später wird die Sendung auf den Samstag und schließlich auf den Sonntag verlegt. Das lässt der Journalistin mehr Zeit für die Fernsehproduktion und die Teilnahme oder Leitung mehrerer Kulturmagazine, unter anderem auf France 5. Von Januar 2007 bis Dezember 2011 ist sie als Chefredakteurin für die neue Version von Metropolis auf Arte verantwortlich.
In der Saison 2013–2014 hat sie freitags einen Slot zu Popmusik im Frühstücksprogramm Le 7/9 von France Inter. Im Herbst 2014 gibt sie Eclectik auf und setzt auf France Inter ihre Beiträge zu Pop- und Rockmusik fort.
Auch auf Canal+ Cinéma ist Rebecca Manzoni mit Beiträgen zur Sendung Le Cercle aktiv.